# 2003年飓风克劳德特
飓风克劳德特（英語：Hurricane Claudette）是2003年大西洋飓风季的第三个热带风暴和第一个飓风，也是一个持续时间相当长的大西洋飓风。克劳德特源于加勒比以东洋面一股快速向西移动的东风波，掠过尤卡坦半岛后转向西北穿过墨西哥湾。风暴起初一直保持着热带风暴强度，但就在其登陆德克萨斯州卡尔霍恩县沿海非建制地区奥康纳港前快速增强到了萨菲尔-辛普森飓风等级下的一级飓风标准。对于这场飓风走向和强度的预测一直无法确定，导致风暴沿途大范围地区都做了大量的防灾准备工作，并且很多最终都是毫无必要的。
克劳德特是继1997年大西洋飓风季的飓风丹尼以来首个在7月登陆美国的飓风，在德克萨斯州造成一人死亡和中等程度的破坏，其中大部分是因狂风导致，同时还出现了大范围的海滩侵蚀。飓风造成的损失促使美国总统乔治·沃克·布什宣布德克萨斯州南部为联邦灾区，受到影响的灾民因此可以申请联邦援助。克劳德特还以热带风暴强度给墨西哥的金塔纳罗奥州带去了暴雨，造成了轻微损失，并且发展为热带气旋以前还对圣卢西亚造成了轻度破坏。

## 气象历史
7月1日，一股东风波离开非洲海岸并在向西移动的过程中稳步增强，到了7月7日已经与热带低气压很相似。不过由侦察机发回的表面报告显示系统中没有热带气旋的特性，因此还只是一个低气压系统。7月8日，东风波在穿过小安的列斯群岛时给当地带去了热带风暴强度的狂风，不过一直要到前进至加勒比东部时才获得热带特征。7月8日晚，系统中发展出下层环流，并且由于其风速已经达到热带风暴标准，因此美国国家飓风中心立即将其直接升级为热带风暴并命名为克劳德特（Claudette）。
7月9日清晨，位于波多黎各以南洋面的克劳德特因加勒比海的温暖洋流开始迅速增强，其最强风速只比飓风标准略低。但风暴结构也很快变得杂乱，强度也有所减弱，这可能是因其行进速度较快导致。进入加勒比海西部上空后，外界环境变得有利，系统于7月10日达到飓风强度并保持了6个小时，但之后又很快因接触到不利的上层风而减弱为热带风暴。由于一个副热带高压脊——高压脊通常会令热带系统无法北上——出现缺口，风暴转向朝西北偏西方向行进。7月11日，克劳德特以风速每小时95公里的热带风暴强度在尤卡坦半岛莫雷洛斯港（Puerto Morelos）实现首次登陆。

飓风克劳德特登陆德克萨斯州

克劳德特蜿蜒向西北方向进入墨西哥湾并开始再度增强。上层风力逐渐衰减，风暴也在7月14日晚再次达到飓风强度。就在其再度登陆前不久，飓风又一次快速强化，并且前进方向也略向西面调整，于7月15日以风速每小时145公里的一级飓风强度吹袭德克萨斯州卡尔霍恩县沿海非建制地区奥康纳港（Port O'Connor）。之前的预测认为飓风将在7月15日晚间来袭，但实际上克劳德特在上午就已到达，因此沿海及德克萨斯州中部海岸内陆的居民对风暴的来袭时间和强度都有些措手不及。此外，一些初步估算认为克劳德特达到了二级飓风的标准，持续风速有每小时160公里，但这些估算是基于一些非正式的观测结果，没有得到正式数据的确认。
克劳德特进入陆地上空后的消散过程也像其增强过程一样缓慢。德克萨斯州内陆的多个县都收到了飓风警告，维多利亚地区机场的阵风时速有134公里。登陆24小时后，克劳德特仍然保持着热带风暴强度，对于最高强度也只达到一级飓风标准的风暴来说，这种情况实属罕见。大部分热带系统登陆后都会迅速减弱，因为它们都需要从温暖的洋流中获得能量。这场风暴最终于7月17日清晨在奇瓦瓦州上空失去了下层环流，不过其降水和上层环流则一直持续进入了太平洋。

## 防灾措施
墨西哥官方于克劳德特首次登陆37小时前向金塔纳罗奥州的切图马尔到卡多切角之间地区发布了热带风暴警告，并且在风暴登陆约一天前升级为飓风警告，但之后又在其减弱后于系统登陆尤卡坦半岛前13小时降级为热带风暴警告。墨西哥政府宣布风暴预计途经地区进入紧急状态，还向金塔纳罗奥州的1500位居民发布了撤离令，当地居民在撤离期间情绪稳定。游客离开夜店前往超市购买包括啤酒在内的各种商品，不过这样的行为在午夜时受到禁止。多所学校设置成避难所，警察还强迫游客留在酒店里不得离开。
由于克劳德特的行进路径一直在发生变化，因此对其最终登陆的地点和强度预测都存在不确定性。飓风在德克萨斯州登陆两天前的7月13日，美国国家飓风中心向该州布朗斯维尔到奥康纳港之间地区发布了飓风观察预警。次日，该州从巴芬湾（Baffin Bay）到高岛（High Island）之间地区已收到飓风观察预警，而高岛到路易斯安那州弗米利恩堂区的因特拉科斯特尔城（Intracoastal City）之间地区也收到了热带风暴警告。随着迹象表明路易斯安那州不会受到这场风暴的影响，该州的警告也相应中止。德克萨斯州加尔维斯顿县官员在预计克劳德特登陆前24小时建议加尔维斯顿岛西部以及牙买加海滩（Jamaica Beach）的居民和游客疏散。还有紧急电话通知系统于夜间知会居民避免在晚上撤离。许多市民都听从了疏散建议，一些人还对五年前热带风暴弗朗西丝（Frances）引发的洪灾记忆犹新。

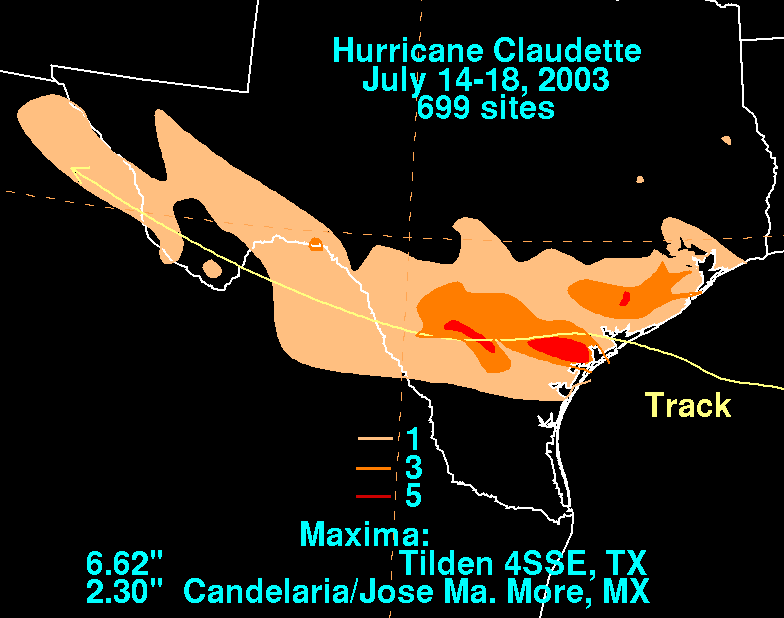
克劳德特产生的降雨量总计

飓风克劳德特还对石油工业产生了影响。艾克森美孚、雪佛龙、康菲公司、壳牌、马拉松石油、优尼科公司（Unocal Corporation）和阿纳达科石油公司（Anadarko Petroleum Corporation）全部限制了生产并撤离了很多工人。雪佛龙疏散了超过1800名员工，许多人都是在飓风登陆当天返回。优尼科关闭了该地区的23个钻井平台。相应石油产量每天减少了35800立方米，天然气产量每天缩减了5700万立方米，这相当于整个墨西哥湾产量的15%。

## 影响
飓风克劳德特对多个地区造成了影响，但由于之前强度较弱，因此构成的破坏也很小，只有德克萨斯州受灾情况严重。整场风暴共计造成了至少1.811亿美元（2003年美元，相当于3.1億2025年美元）的损失，还直接导致一人死亡，间接造成两人遇难。间接遇难人士中有一位是正在墨西哥湾东部冲浪时因心脏病发去世。

### 加勒比海

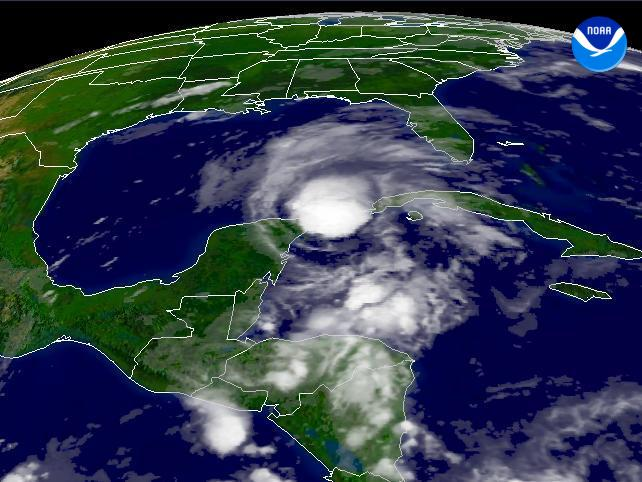
克劳德特吹袭尤卡坦半岛

风暴还是东风波时期就给圣卢西亚带去了倾盆大雨和强风。卡斯特里的乔治·F·L·查尔斯机场报告出现了时速84公里的阵风，岛上其他地区因阵风而导致降雨几乎是以横向落下的。该岛北部和东部有多套房屋的屋顶被风撕开，还有许多树木被刮倒在道路上。当地总体受到的破坏较为轻微，损失总额约为110万美元（2003年美元，相当于188萬2025年美元）。
风暴的外围雨带给多明尼加共和国带去了中等程度降水，圣多明哥的降雨量达到80毫米。时速70公里的阵风刮倒了许多树木和路标，还掀开了一些铁制屋顶。此外大城市区域也因洪水导致汽车和行人的交通堵塞。该国西南部的香蕉及其它水果种植园遭受了严重破坏，但具体损失数额没有统计出来。
牙买加的蒙特哥贝因风暴而出现了时速70公里的阵风。气象预测部门预计该岛会出现涨潮、大浪和高达150毫米降雨，但同样缺乏风暴过后的实际统计数字证实。许多渔民将船只转移到更安全的地点，一家邮轮公司将三艘游船改道远离克劳德特的行进路段。
风暴距离开曼群岛最近时只相隔265公里，当地降雨量在25到75毫米之间。大开曼南部海域出现了约3米高的大浪，而西侧的降水则很少。大开曼上遭遇的风速约为每小时55到65公里，对一些树木造成了轻度破坏。
墨西哥尤卡坦半岛的坎昆遭遇了风暴产生了大浪，但总体破坏程度很小。风暴穿过该半岛的过程中产生中等程度降雨，其中坎昆的降雨量总计有81毫米。风速也处于中等范围，坎昆国际机场有一些航班因此延误，但均未取消。克劳德特共导致几艘小船沉没，坎昆有几条街道出现水淹，整个半岛受到的影响总体上很轻微。

### 德克萨斯州
飓风克劳德特在德克萨斯州中部沿海登陆并产生了强烈的风暴潮，加尔维斯敦达到1.6米，布拉佐里亚县的弗里波特（Freeport）则报告有2.8米高。整个德克萨斯州南部普降大雨，麦克马伦县的蒂尔登（Tilden）达到最高的165毫米。马塔戈达岛的气象站测得每小时120公里的风速，这也是沿海地区仅有的一份飓风强度风速的正式报告。不过近海的多个石油钻井平台报告了时速120公里的风速，还有一份来自卡尔霍恩县锡德里夫特（Seadrift）的非正式报告表明风速达到每小时156公里，这个强度已经达到二级飓风的标准，但与飓风猎人侦察机测得的数据相矛盾，后者的数据显示的风速较低。
从高岛到弗里波特都出现了严重的海滩侵蚀，不过大型管袋减轻了加尔维斯顿岛和玻利瓦尔半岛（Bolivar Peninsula）受到的侵蚀程度。飓风的外围雨带还催生出两个龙卷风，其中一个达到藤田级数的级，对马塔哥达县帕拉西奥斯（Palacios）的多幢建筑物构成破坏，另一个则导致拉瓦卡港的多套房屋受损。
大范围的洪灾和阵风摧毁了德克萨斯州东南沿海的204套房屋，其中大部分发生在马塔哥达县。此外狂风还令1407套民宅受损，其中144套损伤严重。还有147家商户受到影响，其中64户不是被彻底摧毁就是严重受损。强风还中断了多条供电线路，导致约74000居民家中停电。整场飓风共给该州造成了1.8亿美元的损失（2003年美元，相当于3.08億2025年美元），一人因被风暴刮倒的树砸中而遇难，还有一人在风暴过去后的善后工作中也因被倒下的树砸到而死亡。

## 善后

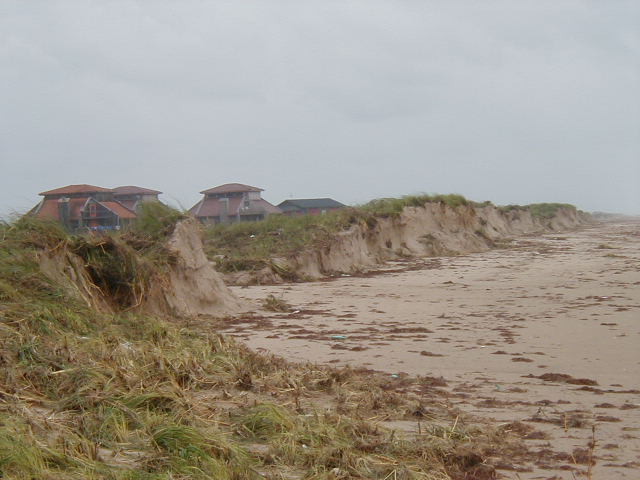
飓风克劳德特导致的海滩侵蚀

7月17日，美国总统乔治·沃克·布什宣布德克萨斯州南部的18个县为联邦灾区。风暴过后的两个月内，有超过15000位公民申请了政府援助。政府共批准了3480万美元（2003年美元，相当于5948萬2025年美元）的援助金，其中有近一半用于基本的房屋修缮。联邦紧急事务管理局支付了总计135万美元（2003年美元，相当于231萬2025年美元）碎屑清理费用的75%，另外25%将由地方政府部门负责。联邦紧急事务管理局还提供了126万美元（2003年美元，相当于215萬2025年美元）修复加尔维斯顿县玻利瓦尔半岛的管袋。这些管袋可以起到保护沿海地区建筑物的作用，其中许多都在这场风暴来袭过程中严重受损。
德克萨斯州西部因高达130毫米的降雨量而使得大量野花在旱季生长，大弯曲国家公园的格兰德河之前因缺少降水而断流，这场风暴令其重新焕发出生机。此外，降水还令阿米斯特德国家娱乐区的水位升高1.2米。
政府將房屋好好修改